# TAKA (1986年生のミュージシャン)
TAKA（タカ、1986年12月27日 - ）は、愛知県豊明市出身の日本のビジュアル系ミュージシャン、ボーカリスト、コンポーザー、俳優である。身長175cm、体重55kg。
エンターテイメントユニット「DIAMOND☆DOGS」のボーカリスト兼サウンドプロデューサーとして活動し、2011年5月11日に同ユニットでVictor Entertainmentよりメジャーデビュー。ソロとしてもライブ活動や他アーティストへの楽曲提供などを行う。2014年3月からビジュアル系バンドAYABIEにフィーチャリングボーカリストとして加入。

## 人物
- 幼い頃より母(保育士)の影響でクラシックピアノを習い、ピアノ（キーボード）、ギター、その他様々な楽器を操る。
- ニコニコ動画のヘビーユーザーであり自身も放送主として動画配信を行っている。
- 尊敬するアーティストはGLAY、hide。
- ロックバンド「SPYAIR」のボーカルIKEとは親戚関係にあたり交流も持つ。
- アニメ「NARUTO」の大ファン。
- DIAMOND☆DOGSのメンバー和田泰右とは兄弟のように仲が良い。

ちなみに4人兄弟の長男。

## 経歴

### 音楽
- 三重平安閣イメージソング （2007年） - 作曲
- uggdrasill『The Original BGM Best Selection for TRPG vol.1 』（2007年） - 作曲
- 『Candy Boy』（2008年） - 音楽監督
- KΛNΛ『Days〜それぞれの季節で〜』（2008年） - 作曲
- DIAMOND☆DOGS『Super-D-Valentine Show』（2010年〜2016年） - 音楽監督
- DIAMOND☆DOGS 1stAlbum『DIAMOND☆DOGS』より『キミオモウトキ』『Everything』『イノセントスマイル』（2012年3月） - 作詞作曲
- ニッポン放送のロンドンオリンピックテーマソングに『イノセントスマイル』がタイアップ
- DIAMOND☆DOGS 2ndAlbum『ONE』より『JUMP』『朧』『Fall Angel』『ONE』（2013年3月） - 作詞作曲

### 舞台
「DIAMOND☆DOGS」のメンバーとして他多数
- 『ラストシーン』(2008年6月) - 水涼太役
- 『夏の夜のロミオとジュリエット』(2008年7月) - 田中誠役
- 『オペラ・ド・マランドロ』(2009年8月) - ペデシト役
- 『美しき背徳』(2009年9月) - 志倉涼役
- 『夜想曲GOLD』(2010年11月) - 鷹丘ロッド役
- 『THE SHINSENGUMI』(2013年12月) - 高杉晋作役